# Comisión Legislativa Nacional
La Comisión Legislativa Nacional fue un órgano provisional que ejerció el Poder Legislativo en Venezuela desde el 1 de febrero de 2000 hasta el 3 de agosto de 2000, cuando fue sustituida por la Asamblea Nacional. La Comisión Legislativa Nacional fue conocida también con el mote de Congresillo.

## Historia
La Asamblea Nacional Constituyente decretó el 22 de diciembre de 1999 el Régimen de Transición del Poder Público que regulaba la reestructuración del Poder Público para permitir la vigencia inmediata de la Constitución de Venezuela de 1999. Mediante ese régimen, la Asamblea Nacional Constituyente disolvió el Congreso de la República y creó la Comisión Legislativa Nacional. La Comisión Legislativa Nacional debía encargarse del Poder Legislativo Nacional hasta que fueran electos y tomaran posesión los diputados de la nueva Asamblea Nacional prevista en la Constitución de 1999.

## Funciones de la Comisión Legislativa Nacional
Según el Régimen de Transición del Poder Público, decretado por la Asamblea Constituyente de 1999 y publicado en la Gaceta Oficial, le correspondía a la Comisión Legislativa Nacional:
- Legislar en las materias de la competencia nacional y sobre el funcionamiento de las distintas ramas del Poder Nacional.
- Ejercer funciones de control sobre el gobierno y la administración pública nacional, en los términos consagrados en la constitución aprobada y la ley.
- Discutir y aprobar el presupuesto nacional y todo proyecto de ley concerniente al régimen tributario y al crédito público.
- Autorizar los créditos adicionales al presupuesto.
- Autorizar al Ejecutivo Nacional para celebrar contratos de interés nacional en los casos establecidos en la ley
- Autorizar el empleo de misiones militares venezolanas en el exterior o extranjeras en el país.
- Autorizar al Ejecutivo Nacional para enajenar bienes inmuebles del domino privado de la nación, con las excepciones que establezca la ley.
- Autorizar a los funcionarios públicos o funcionarias públicas para aceptar cargos, honores o recompensas de gobiernos extranjeros.
- Autorizar el nombramiento del procurador o procuradora general de la República y de los jefes o jefas de Misiones Diplomáticas Permanentes.
- Designar a los miembros del Consejo Nacional Electoral. Dicha designación será con carácter provisorio hasta que la Asamblea Nacional lo haga definitivamente de conformidad con la constitución aprobada.
- Nombrar a las autoridades y funcionarios cuya designación corresponda a la Asamblea Nacional de conformidad con la constitución aprobada o al extinto Congreso de la República de acuerdo con la legislación vigente.
- Controlar a las altas autoridades de los Poderes Públicos Nacional, Estadal y Municipal.
- Autorizar la salida del Presidente o Presidenta de la República del territorio nacional cuando su ausencia se prolongue por un lapso superior a cinco días consecutivos.
- Aprobar por ley los tratados o convenios internacionales que celebre el Ejecutivo Nacional, salvo las excepciones consagradas en la constitución aprobada.
- Fijar las fechas para los comicios de los cargos de elección popular.
- Dictar su reglamento y aplicar las sanciones que en él se establezcan.
- Calificar a sus integrantes y conocer de sus renuncia. La separación temporal de un integrante sólo podrá acordarse por el voto de las dos terceras partes de los integrantes presentes.
- Organizar su servicio de seguridad interna.
- Acordar y ejecutar su presupuesto de gastos, tomando en cuenta las limitaciones financieras del país.
- Ejecutar las resoluciones concernientes a su funcionamiento y organización administrativa.
- Todas las demás que, de conformidad con la legislación vigente, le corresponda al Congreso de la República.

## Miembros
La Asamblea Nacional Constituyente nombró a las siguientes personas como integrantes de la Comisión Legislativa Nacional: Adán Chávez, Alejandro Silva, Aurora Zapata, Blancanieve Portocarrero, Elías Jaua, Eliézer Otaiza, Ernesto Palacios Prü, Geovany Finol, José Vielma Mora, Julio César Fernández, Luis Miquilena, Luis Gamargo, María Angélica Jaramillo, María Eugenia Togni, Maury Briceño, Miguel Madriz, Nelson Merentes, Nora Uribe, Oscar Feo, Rafael Vargas y Reinaldo Cervini. Como secretario de la Comisión Legislativa Nacional estuvo Elvis Amoroso y Alejandro Andrade como subsecretario.
Según el régimen de transición de poder público, los miembros de la Comisión Legislativa Nacional no podían optar a cargos de elección popular en el periodo electoral inmediatamente siguiente.

### Junta Directiva
- Presidente: Luis Miquilena
- Primer Vicepresidente: Blancanieve Portocarrero
- Segundo Vicepresidente: Elías Jaua
- Secretario: Elvis Amoroso
- Subsecretario: Alejandro Andrade